# Money Longer
Money Longer è il singolo di debutto del rapper statunitense Lil Uzi Vert pubblicato il 6 febbraio 2016 tramite Generation Now e Atlantic Records.

## Video musicale
Il video musicale del brano è stato pubblicato l'8 luglio 2016 su YouTube.

## Tracce
Testi e musiche di Symere Woods, Donald Cannon, Jamaal Henry.
1. Money Longer – 3:18

## Classifiche

### Classifica settimanale
| Classifica (2016)         | Posizione massima |
| ------------------------- | ----------------- |
| Stati Uniti               | 54                |
| Stati Uniti (R&B/Hip-Hop) | 15                |

### Classifica di fine anno
| Classifica (2016)         | Posizione |
| ------------------------- | --------- |
| Stati Uniti (R&B/Hip-Hop) | 43        |